# 중화인민공화국의 고속도로

중국국가고속공로망

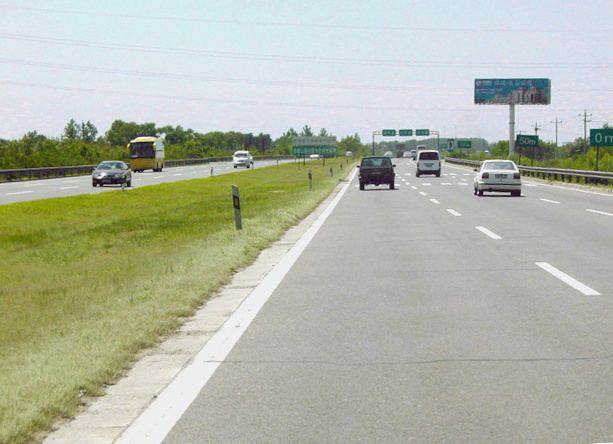
징시 고속공로 자오신댠 나들목 부근(2004년 7월 촬영)

중화인민공화국의 고속도로는 중국국가고속공로망(중국어 간체자: 中国国家高速公路网, 정체자: 中國國家高速公路網, 병음: Zhōngguó Guójiā Gāosùgōnglù wǎng 중궈 궈자 가오쑤궁루 왕[*])으로 부른다. 현재 중국은 세계유수의 고속도로망이 정비된 나라 중 하나이다.

## 개요
중국의 고속도로의 총연장은 2012년 말 97,355 km였는데, 그 해에만 12,409 km가 건설되었다. 이는 전 세계에서 가장 긴 고속도로에 해당한다. 최근 한 해 평균 약 6,000 km 이상의 고속도로가 건설되고 있다.

## 역사
고속도로가 존재하지 않은 중국에서 최초에 개통한 것은 1988년에 상하이 시에서 개통한 호가 고속공로이다. 그 후 베이징과 허베이성의 스자좡을 연결하는 징시 고속공로가 개통했지만 이후 1993년까지 건설된 고속도로는 거의 없었다.
1992년 이후 중국에서는 2010년까지 35,000 km의 중국 국가고속공로망을 구축하는 계획(5종 7횡)이 입안 및 실시되어 5개의 남북방향의 도로와 7개의 동서의 도로로부터 이루어지는 12의 고규격간선도로의 구축이 목표로 여겨졌다.
계획은 앞당겨져 2009년 말에는 이미 65,000 km의 고속도로를 포함하는 382만 km의 도로가 완성되어 있었다. 2005년 1월 13일 교통부 부장이었던 장춘샨(张春贤)은 5종 7횡 구상의 다음 구상으로 이후 30년 간으로 인구 20만 명 이상의 모든 지방중핵도시를 서로 연락하는 85,000 km의 고속도로 네트워크(7918구상)을 건설한다고 발표했다. 그것은 베이징에서 방사상에 자라는 7개의 노선과 국내를 남북에 묶는 9노선, 동서에 잇는 18노선으로부터 이루어지는 구상으로 전장 가운데의 68,000 km은 간선도로 17,000 km이 5개의 지방환상도로이다.(단, 중화인민공화국 정부의 지배하에 없는 타이완의 계획선도 이론상으로만 포함된다) 또 2개의 평행 루트와 30개 이상의 상호접속노선이 포함된다. 이 구상에서는 32,000 km의 고속도로가 화중 및 서부지방에서 구축되게 된다.
1989년 1월 1일의 단계에서 147 km만의 정비에 머무르고 있었던 중국의 고속도로이지만 2009년 12월 31일에는 총연장 65,000 km의 고속도로망이 정비되어 2007년에는 8,300 km가 건설되고 있다.
고속도로망은 2020년까지 100,000 km, 미국을 넘어 세계 제1위의 규모에 확대하는 계획이 세워져 있다.

## 건설비
고속공로 네트워크 구축의 총 예산은 2조 위안으로 추정되고 있다. 2005년부터 2010년까지의 연간 투자액은 약 1400억 위안에서 1,500억 위안, 2010년부터 2020년까지의 연간 투자액은 약 1,000억 위안으로 전환하는 것으로 여겨진다.

## 고속도로의 호칭

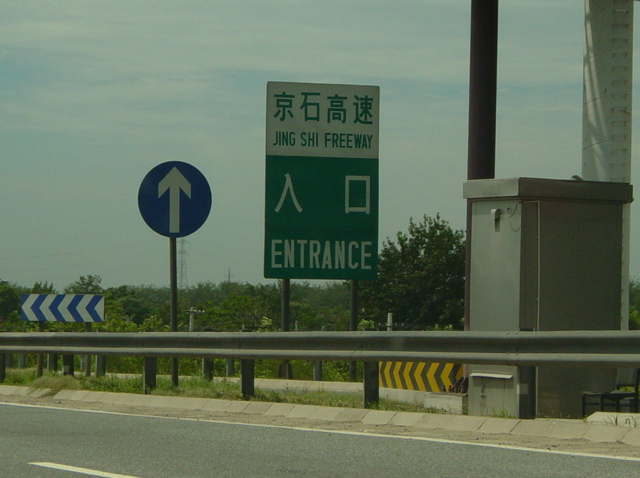
징시 고속공로의 표지판. 구표기는 Jingshi Freeway로 되어 있었다.(2004년 촬영)

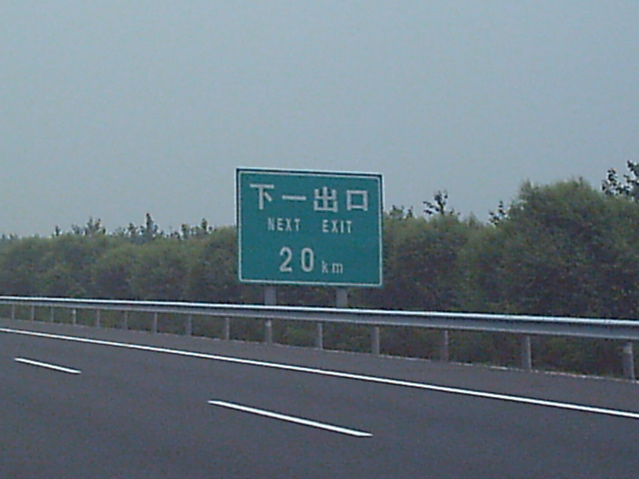
징선 고속공로의 출구안내표지(2004년 촬영)

중국에서는 예전에 "모터웨이(Motorway)"도 "하이웨이(Highway)"도 맞춰서 "프리웨이(Freeway)"라고 칭했다. "프리"는 교통이 자유롭게 흐르고 있는 즉 교차지점은 각 차선이 분리되어 고속도로상의 교통은 신호기나 일시정지 표식과 같은 교통 제어 시설에 의해 규제되지 않는 것을 뜻하고 있다. 그러나 많은 사람들이 통행요금을 징수하는 고속도로인 것에도 관련되지 않고 "프리"를 "무료"로 오해했기 때문 1990년대에 "익스프레스웨이(Expressway)"의 명칭으로 일치되었다. 현재 사용되는 "하이웨이"는 고속도로를 의미하지 않는 단어로서 사용되고 있다.(중화인민공화국의 국도를 참조)
또 중국에서는 쾌속공로(快速公路)와 고속공로(高速公路)라고 하는 구분도 존재한다. 양자는 거의 동일하지만 쾌속공로는 주로 도시부에 정비된 고규격도로이다. 본문중에서는 양자를 고속도로로서 다루는 것으로 한다.

### 고속도로의 제한 속도
중화인민공화국 도로교통안전법은 2004년 5월 1일에 전국 고속도로의 제한 속도를 110 km/h에서 120 km/h로 변경했다. 그러나 지방의 고속도로에서는 제한속도변경에 시간이 걸리고 있는 개소도 있어 일부에서는 종래의 110 km/h가 되고 있다.
최저속도제한은 70 km/h이지만 추월 차선의 최저속도 제한은 100 km/h로부터 110 km/h와 달리 정해져 있다. 최저속도위반 및 최고속도위반은 교통법규위반으로 여겨진다.

### 고속도로에 관한 법규
1990년대 중반까지 면허 취득 1년 미만인 운전자는 고속도로의 운전이 금지되고 있었지만 2004년 5월 1일 현재에서는 허가되고 있다.
오른쪽에서의 추월, 속도위반, 비상통행대(갓길)의 불법주행 등의 위반자는 교통법규위반으로 여겨지고 특히 오른쪽에서의 추월은 엄격하게 경고된다.

### 고속도로 표지
중국의 고속도로에서는 간체자 중국어 및 영어에 의한 도로 표지가 정비되고 있다.(징시 고속공로의 일부는 제외) 중국의 고속도로의 표지는 한국, 일본, 스위스, 미국의 고속도로와 같이 녹지에 흰문자를 사용해서 표기된다.
나들목의 안내표지는 각각 출구의 3,000 m, 2,000 m, 1,000 m와 5,00 m 앞 출구 직전 출구자체에 있어 나들목의 앞에서부터 표시되고 있다. 각 나들목에는 다음 나들목까지의 거리의 안내 표지도 있다.
휴게소 및 간이 휴게소는 교통량이 많은 고속도로에서는 고밀도에 설치되고 있으며, 특히 주유소의 밀도는 높다.
표지는 나들목, 요금소, 휴게소 및 주차구역, 분기점이 대표적인 것이지만 대한민국의 고속도로와 같이 "차간거리확인"의 표지판도 설치되고 있다. 중화인민공화국의 법률에서는 적어도 100m의 차간거를 보유하기 위한 것이다. 속도감시구간에 있어서 단속개소에는 많은 경우 표지판이 설치되어 있다.(징선 고속공로의 베이징 구간에는 카메라 위에도 경고 표지가 설치되어 있음) 이 속도단속장치의 더미도 존재하고 있다.
또 운전자에게 감속을 촉구하는 표식, 비탈진 길에 관한 경고, 비상통행대(갓길 혹은 노견)의 통행금지, 혹은 노면의 이상에 관한 표지판이 존재한다. 또 추월 차로를 나타내는 표지도 설치되고 있다. 영어표기는 대부분은 문제 없지만 때때로 잘못된 표기도 보인다.
고속도로에서는 디지털 표시기의 정비가 진행되어, 속도 초과에 대하여 주의 환기, 도로공사 상황, 교통정체 정보, 날씨 정보, 우회로 등을 표시한다.

### 나들목의 번호 붙임
중국 고속도로의 나들목에는 번호가 첨부되어 있으며, 기점을 1번으로 한 통과 번호가 보통이다. 그러나 장시 고속공로에서는 허베이성에 0번 나들목이 존재한다.
나들목의 일부에는 보조 나들목(예:No. 14A, 14B)을 병설하고 있다.

## 고속도로 요금과 차입금

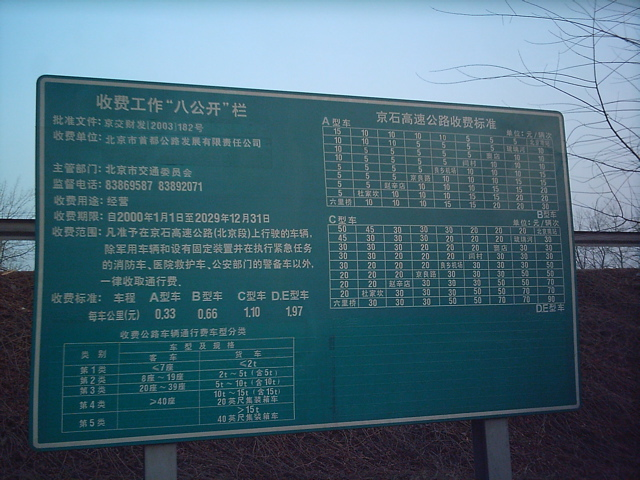
징스 고속공로의 도우디안 나들목의 요금표(2004년 촬영)

고속도로는 거의 모두 유료이다. 요금은 1 km 당 약 0.5중국원에서 최저요금(예를 들면 5위안)은 거리에 관계 없이 적용된다. 고속도로에 의한 표준적인 금액보다 높을 경우(진찌 고속공로는 1 km당 0.66위안)이나 저렴한 경우(징시 고속공로는 1 km당 0.33위안)도 존재한다. 통행요금에 관련되지 않고 고속도로는 고규격으로 건설되어 또 정체의 발생과도 관계가 없다.
고속도로 계획은 교통부에 의해 계획되고 건설된다. 중국의 고속도로는 성 정부에 의한 직접 투자를 채용하지 않고 은행 혹은 예정되는 통행요금수입을 담보에 증권시장에서 자금을 조달한 영리의 기업(관민 일체가 된 기업체)에 의한 건설 및 운영된다. 이방식을 채용할 이유로서는 지방 정부의 세입이 한정적이어서 자금조달 능력에 한계가 있기 때문이다.
또 고속도로 건설은 중국 공산당과 국무원의 정책이 불일치가 된 희유한 예 중 하나이다. 1990년대 말에 휘발유세에 의해 공공의 간선도로의 건설 자금을 조달하는 입법화가 요구되었지만 전국인민대표대회에 의해 부결되었다.

### 과금방법
대부분의 고속도로는 카드시스템을 채용하고 있다. 고속도로 (혹은 고속도로의 유료구간)에의 입구에서는 입선 카드가 운전자에게 넘겨줘진다. 지불되는 요금은 고속도로에서 나갈 때에 운전수가 출구요금소에 입선 카드를 반환할 때에 주행거리에 의해 결정된다. 징퉁 고속공로 등의 일부의 고속도로에서는 정액제를 채용해 증가하는 교통 유량에 대응하고 있지만 수입면에서 불리한 것으로 여겨진다. 또 일부 고속도로는 전자 요금 징수 시스템(ETC)을 채용하고 있다.
현재 통행요금의 지불에는 현금만이 인정을 받고 있다.

## 5종 7횡
1992년에 입안된 중국 고속공로 계획에서는 남북방향에 5개와 동서방향에 7개의 계12개의 고속도로(5종 7횡)을 만드는 계획이었다. 번호의 머리에는 "국도"(Guodao)의 머리 문자인 "G"의 문자를 붙일 수 있다. 세로(남북방향)에는 G010, G020, G030, G040, G050의 번호가 옆(동서방향)에는 G015, G025, G035, G045, G055, G065, G075의 번호가 배정되었고, 일반국도에는 G101에서 G112, G20에서 G228, G301에서 G330까지의 번호가 배정되었다. 5종 7횡의 고속도로망은 2005년에 발표된 "7918망"에 의해 일부에 재편되었다.
- 5종
  - 퉁싼 고속공로(010) : 퉁장(헤이룽장성) - 싼야(하이난성)
  - 징푸 고속공로(020) : 베이징 - 푸저우
  - 징주 고속공로(030) : 베이징 - 주하이
  - 얼허 고속공로(040) : 얼롄하오터 - 허커우(윈난성)
  - 위잔 고속공로(050) : 충칭 - 잔장(광둥성)

- 7횡
  - 쑤만 고속공로(015) : 쑤이펀 - 만저우리
  - 단라 고속공로(025) : 단둥 - 라싸
  - 칭인 고속공로(035) : 칭다오 - 인촨
  - 롄훠 고속공로(045) : 롄윈강 - 훠얼궈쓰
  - 후룽 고속공로(055) : 상하이 - 청두
  - 후루이 고속공로(065) : 상하이 - 루이리
  - 헝쿤 고속공로(075) : 헝양 - 쿤밍

## 7918망
2005년 1월 13일, 교통부가 공포한 "국가고속공로망규화"로 채용된 방사상 고속도로와 종횡의 고속도로망을 조합시킨 정비 계획이며, 수도에서 방사선 7개, 9개의 남북종관선, 18개의 동서횡단선으로부터 이루어지는 것을 "7918망"이라고 칭해졌다.
번호의 맨 앞자리에는 "국도" (Guodao)의 머리 문자인 "G"라는 문자로 되어 있다. 방사선에는 1에서 9까지(실제로는 7까지)의 번호가, 남북방향에는 11에서 89까지의 홀수번호로, 동서방향에는 10에서 90까지의 짝수번호로 되어있다. 91에서 99까지의 숫자는 각 지방(분지, 도시권, 섬 등)을 순환하여 연결되는 도로의 숫자이다.
간선도로에 부속되는 연락선에는 간선 번호의 뒤에 1이 있고 또 1로부터 시작되는 숫자로 되어 있다. (예를 들면 G15 선하이 고속공로의 연락선으로 취급되는 르자오 - 란카오간 고속도로에는 G1511이라는 번호로 되어 있다. 이후의 연락선은 G1512, G1513으로 되어 있다.) 도시순환고속도로에는 접속하는 간선도로의 번호의 뒤에 0이 있고 또 1로부터 시작되는 숫자로 되어 있다.(예를 들면 G15와 연결되어 있는 경우, G1501, G1502 등) 또 간선도로에 병행되는 노선에는 방위(방각)의 영어 머리 문자인 N·E·W·S의 문자를 붙일 수 있다.(예를 들면 G15에 병행되는 창수 - 타이저우간 고속도로에는 G15W의 번호로 되어 있다.)
- 수도방사선 7개 노선
  - G1 (징하 고속공로) 베이징시 ~ 헤이룽장성 하얼빈시
  - G2 (징후 고속공로) 베이징시 ~ 상하이시
  - G3 (징타이 고속공로) 베이징시 ~ 타이완성 신베이시
  - G4 (징강아오 고속공로) 베이징시 ~ 광둥성 선전시
  - G4W (강아오 고속공로) 광둥성 광저우시 ~ 마카오
  - G5 (징쿤 고속공로) 베이징시 ~ 윈난성 쿤밍시
  - G6 (징짱 고속공로) 베이징시 ~ 티베트 자치구 라싸 시
  - G7 (징신 고속공로) 베이징시 ~ 신장 위구르 자치구 우루무치시

- 남북종관선 9개 노선
  - G11 (허다 고속공로) 헤이룽장성 허강 시 ~ 랴오닝성 다롄시
  - G1111 (허하 고속공로) 헤이룽장성 허강 시 ~ 헤이룽장성 하얼빈시
  - G1112 (지솽 고속공로) 지린성 지안 시 ~ 지린성 솽랴오 시
  - G1113 (단푸 고속공로) 랴오닝성 단둥 시 ~ 랴오닝성 푸신 시
  - G15 (선하이 고속공로) 랴오닝성 선양시 ~ 하이난성 하이커우시
  - G15W (창타이 고속공로) 장쑤성 창수 시 ~ 저장성 타이저우 시
  - G1511 (르란 고속공로) 산둥성 르자오 시 ~ 허난성 카이펑 시
  - G1512 (용진 고속공로) 저장성 닝보시 ~ 저장성 진화 시
  - G1513 (원리 고속공로) 저장성 원저우 시 ~ 저장성 리수이 시
  - G1514 (닝상 고속공로) 푸젠성 닝더 시 ~ 장시성 상라오 시
  - G25 (창선 고속공로) 지린성 창춘시 ~ 광둥성 선전시
  - G2511 (신루 고속공로) 랴오닝성 선양시 ~ 내몽골 자치구 퉁랴오 시
  - G2512 (푸진 고속공로) 랴오닝성 푸신 시 ~ 랴오닝성 진저우시
  - G2513 (화이쉬 고속공로) 장쑤성 화이안 시 ~ 장쑤성 쉬저우 시
  - G35 (지광 고속공로) 산둥성 지난시 ~ 광둥성 광저우시
  - G45 (다광 고속공로) 헤이룽장성 다칭 시 ~ 광둥성 광저우시
  - G4511 (룽허 고속공로) 장시성 간저우 시 ~ 광둥성 허위안 시
  - G55 (얼광 고속공로) 내몽골 자치구 얼롄하오터 시 ~ 광둥성 광저우시
  - G5511 (지아 고속공로) 내몽골 자치구 후룬베이얼 시 ~ 내몽골 자치구 우란차부 시
  - G5512 (진신 고속공로) 산시성 진청시 ~ 허난성 신샹 시
  - G5513 (창장 고속공로) 후난성 창사시 ~ 후난성 장자제 시
  - G65 (바오마오 고속공로) 내몽골 자치구 바오터우 시 ~ 광둥성 마오밍 시
  - G75 (란하이 고속공로) 간쑤성 란저우시 ~ 하이난성 하이커우시
  - G7511 (친둥 고속공로) 광시 좡족 자치구 친저우 시 ~ 광시 좡족 자치구 둥싱 시
  - G85 (유쿤 고속공로) 충칭시 ~ 윈난성 쿤밍시
  - G8511 (쿤모 고속공로) 윈난성 쿤밍시 ~ 윈난성 시솽반나 다이족 자치주

- 동서종관선 18개 노선
  - G10 (쑤이만 고속공로) 헤이룽장성 쑤이펀허 시 ~ 내몽골 자치구 만저우리 시
  - G1011 (하퉁 고속공로) 헤이룽장성 하얼빈시 ~ 헤이룽장성 자무쓰 시
  - G12 (훈우 고속공로) 지린성 훈춘 시 ~ 내몽골 자치구 우란하오터 시
  - G1211 (지헤 고속공로) 지린성 지린시 ~ 헤이룽장성 헤이허 시
  - G1212 (선지 고속공로) 랴오닝성 선양시 ~ 지린성 지린시
  - G16 (단시 고속공로) 지린성 단둥 시 ~ 내몽골 자치구 시린하오터 시
  - G18 (룽우 고속공로) 산둥성 룽청 시 ~ 내몽골 자치구 우하이 시
  - G1811 (황스 고속공로) 허베이성 창저우 시 ~ 허베이성 스자좡시
  - G20 (칭인 고속공로) 산둥성 칭다오시 ~ 닝샤 후이족 자치구 인촨시
  - G2011 (칭신 고속공로) 산둥성 칭다오시 ~ 산둥성 칭다오시
  - G2012 (딩우 고속공로) 산시 성) 위린 시 ~ 간쑤성 우웨이 시
  - G22 (칭란 고속공로) 산둥성 칭다오시 ~ 간쑤성 란저우시
  - G30 (롄훠 고속공로) 장쑤성 롄윈강 시 ~ 신장 위구르 자치구 이리 카자흐 자치주
  - G3011 (류거 고속공로) 간쑤성 주취안 시 ~ 칭하이성 하이시 몽골족 티베트족 자치주
  - G3012 (투허 고속공로) 신장 위구르 자치구 투루판 지구 ~ 신장 위구르 자치구 허톈 지구
  - G3013 (카이 고속공로) 신장 위구르 자치구 카스 지구 ~ 중국과 키르기스스탄의 국경선
  - G3014 (쿠이아 고속공로) 신장 위구르 자치구 이리 카자흐 자치주 ~ 신장 위구르 자치구 이리 카자흐 자치주
  - G3015 (쿠이타 고속공로) 신장 위구르 자치구 이리 카자흐 자치주 ~ 신장 위구르 자치구 타청 지구
  - G3016 (칭이 고속공로) 신장 위구르 자치구 이리 카자흐 자치주 ~ 신장 위구르 자치구 이리 카자흐 자치주
  - G36 (닝뤄 고속공로) 장쑤성 난징시 ~ 허난성 뤄양 시
  - G40 (후산 고속공로) 상하이시 ~ 산시성 시안시
  - G4011 (양리 고속공로) 장쑤성 양저우 시 ~ 장쑤성 창저우 시
  - G42 (후룽 고속공로) 상하이시 ~ 쓰촨성 청두시
  - G4211 (닝우 고속공로) 장쑤성 난징시 ~ 안후이성 우후 시
  - G4212 (허안 고속공로) 안후이성 허페이시 ~ 안후이성 안칭 시
  - G50 (후유 고속공로) 상하이시 ~ 충칭시
  - G5011 (우허 고속공로) 안후이성 우후 시 ~ 안후이성 허페이시
  - G56 (항루이 고속공로) 저장성 항저우시 ~ 윈난성 루이리 시
  - G5611 (다리 고속공로) 윈난성 다리 시 ~ 윈난성 리장 시
  - G60 (후쿤 고속공로) 상하이시 ~ 윈난성 쿤밍시
  - G70 (푸인 고속공로) 푸젠성 푸저우시 ~ 닝샤 후이족 자치구 인촨시
  - G7011 (스톈 고속공로) 후베이성 스옌 시 ~ 간쑤성 톈수이 시
  - G72 (취안난 고속공로) 푸젠성 취안저우 시 ~ 광시 좡족 자치구 난닝시
  - G7211 (난유 고속공로) 광시 좡족 자치구 난닝시 ~ 중국과 베트남의 국경선
  - G76 (샤룽 고속공로) 푸젠성 샤먼시 ~ 쓰촨성 청두시
  - G78 (산쿤 고속공로) 광둥성 산터우 시 ~ 윈난성 쿤밍시
  - G80 (광쿤 고속공로) 광둥성 광저우시 ~ 윈난성 쿤밍시
  - G8011 (카이허 고속공로) 윈난성 훙허 하니족 이족 자치주 ~ 윈난성 훙허 하니족 이족 자치주

- 지역순환선 6개 노선
  - G91 (랴오중 순환 고속공로) 랴오닝성 번시 시 ~ 랴오닝성 푸순 시
  - G92 (항저우 만 순환 고속공로) 상하이시 ~ 저장성 닝보시
  - G9211 (용저우 고속공로) 저장성 닝보시 ~ 저장성 저우산 시
  - G93 (청유 순환 고속공로) 쓰촨성 청두시 ~ 충칭시 ~ 쓰촨성 청두시
  - G94 (주강 삼각주 순환 고속공로) 광둥성 선전시 ~ 홍콩 ~ 마카오 ~ 광둥성 선전시
  - G9411 (관포 고속공로) 광둥성 둥관 시 ~ 광둥성 포산 시
  - G98 (하이난 순환 고속공로) 하이난성 하이커우시 ~ 하이난성 싼야 시 ~ 하이난성 하이커우시
  - G99 (타이완 순환 고속공로) 타이완성 타이베이시 ~ 타이완성 가오슝시 ~ 타이완성 타이베이시 (타이완은 중국 대륙의 지배가 미치지 못하므로 서류상으로만 존재)

## 같이 보기
- 중화인민공화국의 일반 국도
- 중화인민공화국의 교통